# Daniël Jansens (stripauteur)
Daniël Jansens (Leuven, 28 oktober 1942 – 9 februari 1980) was een Belgische stripscenarist.

## Levensloop
Jansens schreef op zijn zeventiende de novelle Lof, die verscheen in het tijdschrift De Vlaamse Gids. Aanvankelijk had hij vast werk bij uitgeverij Manteau, maar Jansens wou liever strips schrijven.
Vanaf 1967 werkte hij voor Studio Vandersteen, waar Jansens de scenario's voor de strip Bessy schreef. Aanvankelijk was hij de enige scenarist van Bessy en werd de strip voornamelijk getekend door Frank Sels en Edgard Gastmans. Af en toe tekenden Karel Verschuere en Eugeen Goossens ook verhalen. Later tekenden Willy Vandersteen, Jeff Broeckx, Patrick van Lierde en Frans Anthonis de verhalen, die geïnkt werden door Jacky Pals, Ron Van Riet, Ann Van de Velde en Walter Laureysens. In 1972 kwam er een tweede scenarist, Jacques Bakker, bij, maar in 1973 verliet Jansens Studio Vandersteen. Hij schreef uiteindelijk 289 Bessy-verhalen.
Ondanks die hoge productie werkte Jansens intussen ook elders. Zo vertaalde hij enkele strips voor uitgeverij Rossel, waaronder De avonturen van Pythagoras en Co van Job en Derib. Jansens publiceerde ook in de tijdschriften Passe-Partout, Pats en Zonneland. In diezelfde periode schreef hij ook de strips Lombok met tekeningen van Berck en Simon de Danser met tekeningen van Sirius. Daarnaast creëerde Jansens samen met Jean-Pol de gagstrip Kramikske in 1970, waarvoor hij naast gags ook twee lange verhalen – Koekplankenkoorts en De Kolonelssirtaki –  schreef. De samenwerking met Jean-Pol verliep echter almaar moeilijker, waarna Jansens Kramikske aan de tekenaar afstond.
Na zijn vertrek bij Studio Vandersteen schreef hij de strip Kronieken van de Zwarte Griffioen met tekeningen van Henri Desclez in het stripblad Tintin/Kuifje. Daarnaast verschenen in dezelfde periode in Tintin/Kuifje diverse kortverhalen van Jansens' hand met tekeningen van onder meer Hec Leemans en Daniel Hulet. Halverwege de jaren 70 kreeg hij een hartaanval en moest Jansens leren leven met hartproblemen. Rustig aandoen lag echter niet in zijn karakter.
Intussen probeerde hij tevergeefs mee een Nederlandstalige versie van het Franse stripblad Pilote op te starten. Hiervoor had Leemans op scenario van Jansens een strip van een twintigtal pagina's over een hippie getekend. Die strip is nooit gepubliceerd, maar hij schreef daarna een andere strip met tekeningen van Leemans: Bakelandt. Bakelandt verscheen vanaf 1975 in de krant Het Laatste Nieuws. Jansens schreef uiteindelijk vijftien volledige Bakelandt-verhalen en een deel van het zestiende verhaal. Voor het Nederlandse stripblad Eppo schreef hij het eerste lange verhaal van de strip Dabbo, In het spoor van Hannibal, met tekeningen van Hupet.
Op 9 februari 1980 overleed Jansens aan een hartaanval. Postuum verscheen er in 1981 nog een korte animatiefilm In de greep van Gambrinus, waarvan Jansens het scenario geschreven had.
Na zijn overlijden zette Hupet Dabbo verder met een vriendin van de kunstacademie, die schreef onder het pseudoniem Barry Extra. Willem Ritstier schreef later ook nog enkele verhalen. Leemans zette Bakelandt zelf verder.

### Persoonlijk
Jansens was getrouwd en had twee zonen.

## Werk
Naast de novelle Lof en de kortfilm In de greep van Gambrinus schreef Jansens (mee aan) de volgende strips:
- Bessy (1967-1973) met tekeningen door Studio Vandersteen
- Lombok in Gazet van Antwerpen en Le Soir Jeunesse (1969-1971) met tekeningen van Berck
- Kramikske in De Volksmacht (jaren 70) met tekeningen van Jean-Pol
- Simon de Danser in Spirou/Robbedoes (1970-1972) met tekeningen van Sirius
- Kronieken van de Zwarte Griffioen in Tintin/Kuifje (1974-1976) met tekeningen van Henri Desclez
- Bakelandt in Het Laatste Nieuws (1975-1980) met tekeningen van Hec Leemans
- De koe van Zebulon Pike in Tintin/Kuifje (1975) met tekeningen van Daniel Hulet
- De laatste strijd van een wijs man in Tintin/Kuifje (1975) met tekeningen van Hec Leemans
- Gaspard van Bazel in Tintin/Kuifje (1976) met tekeningen van Henri Desclez
- De sage van China Polly in Tintin/Kuifje (1976) met tekeningen van Hec Leemans
- Spionage voor de kust van Florida in Tintin/Kuifje (1976) met tekeningen van Hachedé
- Dabbo in Eppo (1978) met tekeningen van Hupet
- De hel zonder vuur in Tintin/Kuifje (1978) met tekeningen van Raymond Fernandez
- In het gloeiend zand... in Tintin/Kuifje (1979) met tekeningen van Raymond Fernandez

## Waardering
Jansens en Leemans ontvingen in 1977 de eerste Stripgidsprijs, de latere Bronzen Adhemar.
- International Standard Name Identifier: 0000 0000 6901 1411
- Nederlandse Thesaurus van Auteursnamen: 068998074
- Système universitaire de documentation: 076704068
- Virtual International Authority File: 99671108
- WorldCat: E39PBJvXkdrq4t9JXtFxjwhJXd